# IX fortas

Die während des Ersten Weltkriegs zerstörte Kaserne des Forts (1919)

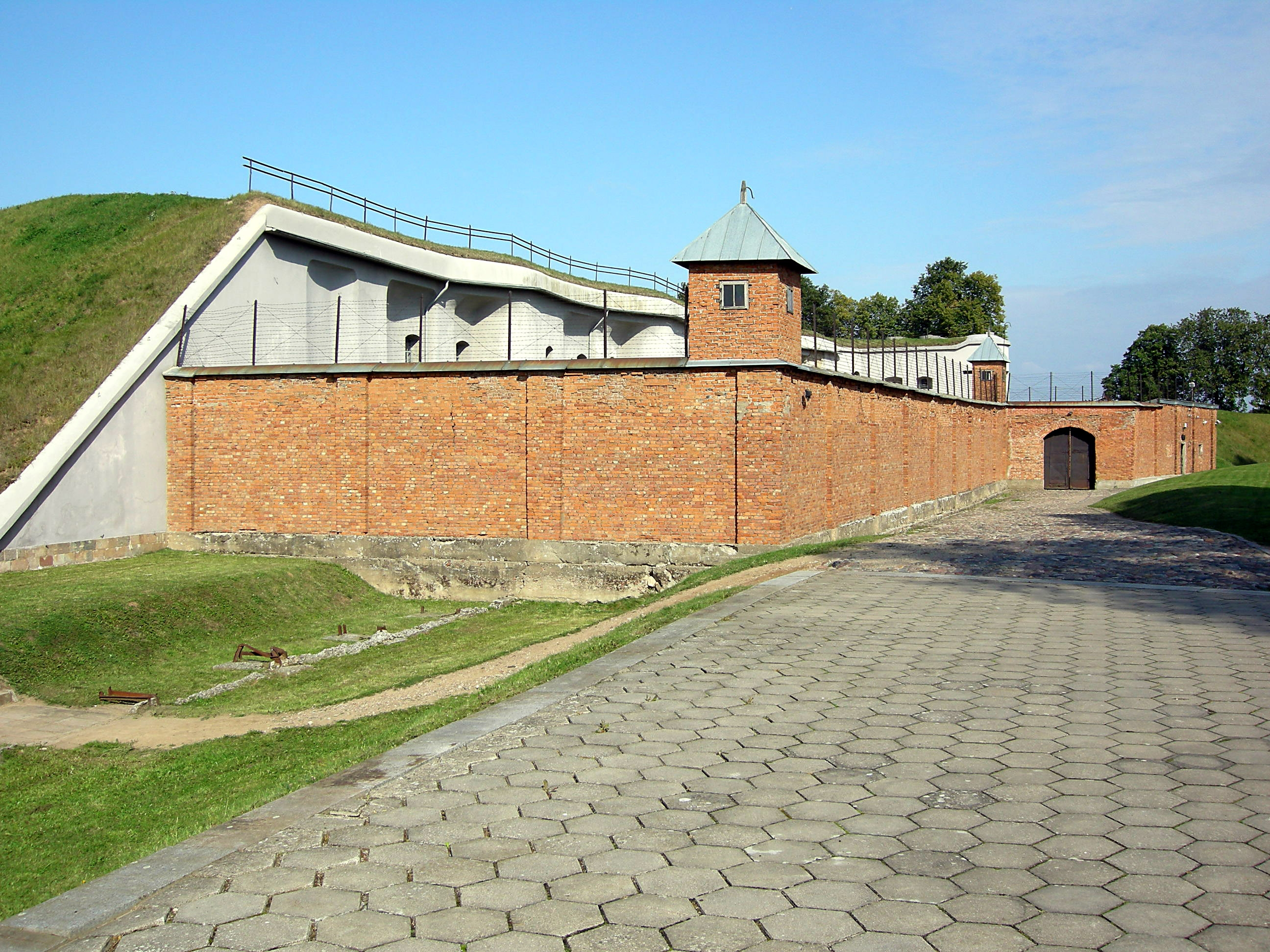
Rekonstruktion des Fort

IX fortas (IX. Fort, Fort IX oder Neuntes Fort, Devintas fortas) in Kaunas ist eine unmittelbar vor dem Ersten Weltkrieg fertiggestellte Festungsanlage der Festung Kowno, die heute als Gedenkstätte für die Opfer stalinistischer Verfolgung und nationalsozialistischen Massenmordes dient.

## Bau
Das IX. Fort wurde ab 1902 erbaut. Dies geschah im Rahmen des Ausbaus der Festungsanlagen, mit dem die damals zum zaristischen Russland gehörende Stadt Kaunas (damals Kowno) zu einer militärischen Festung ausgebaut werden sollte. Im Jahr 1924 wurde im Fort eine Außenstelle des Gefängnisses von Kaunas eingerichtet.

## Besatzungszeit

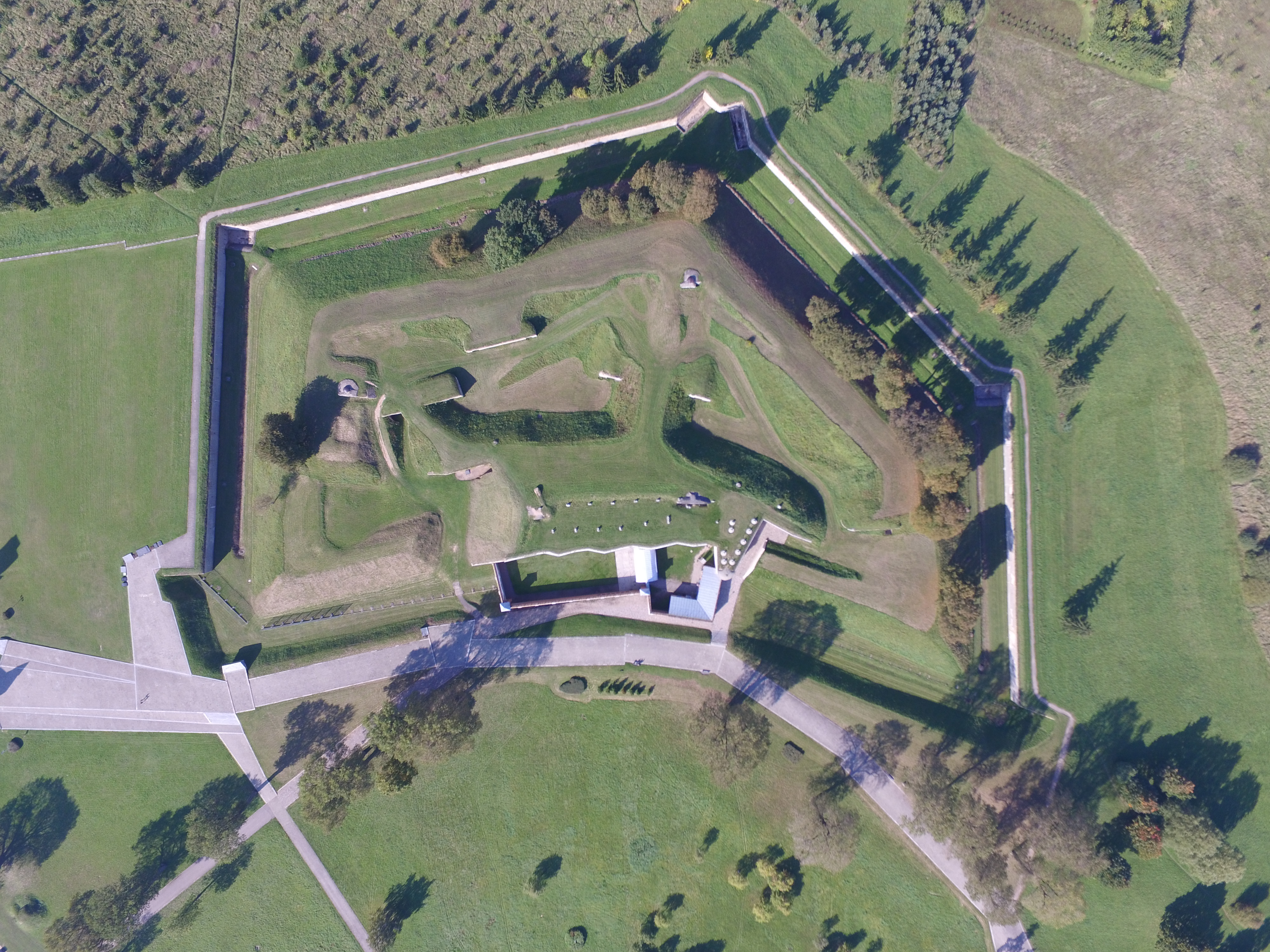
Luftbildaufnahme (2017)

Während der ersten sowjetischen Besatzungszeit in den Jahren 1940 und 1941 diente das Fort dem sowjetischen NKWD als Gefängnis. Während der deutschen Besatzungszeit im Zweiten Weltkrieg wurden im IX. Fort mindestens 18.500 jüdische Menschen aus Litauen und ganz Europa ermordet. Nach dem Einmarsch der Deutschen wurden zwischen Ende Juni und im Juli 1941 Tausende von Juden ins Fort verschleppt, von litauischen Wächtern misshandelt und erschossen. Am 28. Oktober 1941 wurde die so genannte „große Aktion“ durchgeführt, in deren Verlauf 9000 Juden, die Hälfte davon Kinder, im Fort umgebracht wurden.
Zwischen dem 25. und dem 29. November 1941 wurden Juden aus Berlin, Frankfurt a. M., Breslau, Wien und München im Fort erschossen. Die Ermordung dieser 4934 Deportierten ist im Jäger-Bericht dokumentiert. Sie wird überwiegend als eigenmächtige Aktion eingeschätzt, die von Friedrich Jeckeln bzw. Karl Jäger ohne Befehl oder Zustimmung Himmlers erfolgt sei.
Im August 1943 wurde im Zuge der Aktion 1005 befohlen, die dortigen Massengräber zu öffnen und die Leichen zu beseitigen. Die ersten Gräber an der Westseite des Forts wurden von Hand ausgegraben, später kam ein Greifbagger hinzu. Bis zum Juli 1944 dürften bis zu 70.000 Leichen enterdet und auf Scheiterhaufen verbrannt worden sein. Das verbliebene Häftlingskommando wurde – wie bei solchen Aktionen üblich – als Geheimnisträger erschossen. Allerdings waren 63 Häftlinge im Dezember 1943 ausgebrochen, von denen 14 das Ghetto erreichten und dort berichteten.

## Nach Kriegsende
Nach dem Ende des Zweiten Weltkrieges wurde das Fort einige Jahre wieder als Gefängnis genutzt. Ab 1948 siedelten sich Gewerbebetriebe an, die im Fort bauliche Veränderungen durchführten. Im Jahr 1958 wurde im Fort ein Museum eingerichtet. Die Ausstellungen im Fort befassen sich jedoch nicht nur mit den Vorgängen in Kaunas, sondern haben auch den gesamten Holocaust in Litauen zum Thema.